# Irike-Amaninote
Irike-Amaninote (Amanineteyerike) Meroé kusita uralkodója volt az i. e. 5. század végén. Malowiebamani király fia volt, elődje, Talakhamani a bátyja vagy nagybátyja. Öccse, Baszkakeren követte a trónon. Nuri királyi temetőjében temették el, a Nuri 12 sírba. Az egyiptomi fáraók mintájára teljes fáraói titulatúrát vett fel.

## Neve
Irike-Amaninote titulatúrája:
- Hórusz: Kanaht Haemuaszet („Az erős bika, aki megjelenik Thébában”). Halotti neve (?) Hórtaui
- Nebti: Ittauineb („Aki megragad minden földet”). Halotti neve (?) Merimaat
- Arany Hórusz: Uafheszutnebut („Aki minden földet uralma alá vet”). Halotti neve (?) Irimaat
- Prenomen: Noferibré („Ré szíve gyönyörű”)
- Nomen: Irike-Amaninote („Akit a thébai Ámon nemzett”)

## Fordítás
- Ez a szócikk részben vagy egészben  az   Amanineteyerike című angol Wikipédia-szócikk ezen változatának fordításán alapul.  Az eredeti cikk szerkesztőit annak laptörténete sorolja fel. Ez a jelzés csupán a megfogalmazás eredetét és a szerzői jogokat jelzi, nem szolgál a cikkben szereplő információk forrásmegjelöléseként.